# 霧にむせぶ夜 (曲)
「霧にむせぶ夜」（きりにむせぶよる）は、黒木憲の楽曲で、2枚目のシングルである。1968年4月1日に発売。
発売から5ヶ月程後、オリコンチャートのトップ10に初登場した。累計売上は130万枚。黒木最大のヒット曲である。
また、同年12月にはこの曲を基にした映画も公開され、黒木自身も本人役で出演した（映画『霧にむせぶ夜』 監督・梅津明治郎、主演・栗塚旭、製作・松竹）。

## 収録曲
- 全作曲：鈴木淳

1. 霧にむせぶ夜 (3:35)
  - 作詞：丹古晴己　編曲：湯野カオル
2. 別れても (3:40)
  - 作詞：有馬三恵子　編曲：安形和巳

## カバー
霧にむせぶ夜
- 舟木一夫
- 石原裕次郎
- 園まり- アルバム『園まり/恋のささやき』（1969年）に収録。
- 三上寛 - アルバム『船頭小唄/三上寛えん歌の世界』（1973年）に収録。
- 三橋美智也
- 八代亜紀 - アルバム『愛・十二章/おんなの夢』（1975年）に収録。
- 小林ひさし - シングル（1998年）。
- 瀬口侑希 - シングル『雪舞い岬』（2017年）に収録。

別れても
- 黒木憲ジュニア - 改名後第一弾シングル（2008年）。